# Nicolas Barthélemy
 (septembre 2013).
Si vous disposez d'ouvrages ou d'articles de référence ou si vous connaissez des sites web de qualité traitant du thème abordé ici, merci de compléter l'article en donnant les références utiles à sa vérifiabilité et en les liant à la section « Notes et références ».
Pour les articles homonymes, voir Nicolas Barthélemy (homonymie) et Barthélemy.
Nicolas Barthélemy est un journaliste et parlementaire belge né le 24 septembre 1880 à Dison en Belgique et mort en 1941 à Bruxelles.

## Biographie
Fils de Henri Barthélemy (archiviste de la ville de Verviers, généalogiste et auteur de pièces de théâtre) et de Lambertine Jacquet, Nicolas Barthélemy suit des études de sciences politiques à Bruxelles. Pendant la Première Guerre mondiale, il s'engage comme volontaire sur le front de l'Yser et devient sous-officier d'observation d'artillerie. Il est grièvement blessé en se portant au secours d'un camarade qu'il sauvera. En 1920, il fait partie de la délégation de journalistes qui accompagne le roi Albert Ier dans un voyage au Brésil. Il devient membre du Cercle Gaulois pendant l'entre-deux-guerres. Dans le milieu journalistique, il est connu pour son indépendance d'esprit, son laïcisme, sa générosité vis-à-vis des plus démunis et sa loyauté à l'égard de la couronne tout en ayant une certaine sympathie pour le socialisme.
Journaliste parlementaire au Compte rendu analytique, farouchement opposé au rexisme, il collabore au journal Cassandre, puis devient l'un des trois fondateurs de Le Nouveau Journal en tant que directeur financier. À la suite d'une malveillance à la rédaction, il fait une chute dans une cage d'ascenseur et décède quelques mois plus tard, ses blessures de guerre s'étant rouvertes à la suite de son accident.